# Corneilla-la-Rivière
Corneilla-la-Rivière (in catalano Cornellà de la Ribera) è un comune francese di 1 851 abitanti situato nel dipartimento dei Pirenei Orientali nella regione dell'Occitania.
Appartiene al Cantone di La Vallée de la Têt.

## Storia

### Simboli
Nello stemma comunale è rappresentato san Martino di Tours, patrono di Corneilla-la-Rivière, vestito da vescovo in una mandorla di color porpora; sullo sfondo i pali d'Aragona.

## Società

### Evoluzione demografica
Abitanti censiti